# コールド・ジュピター

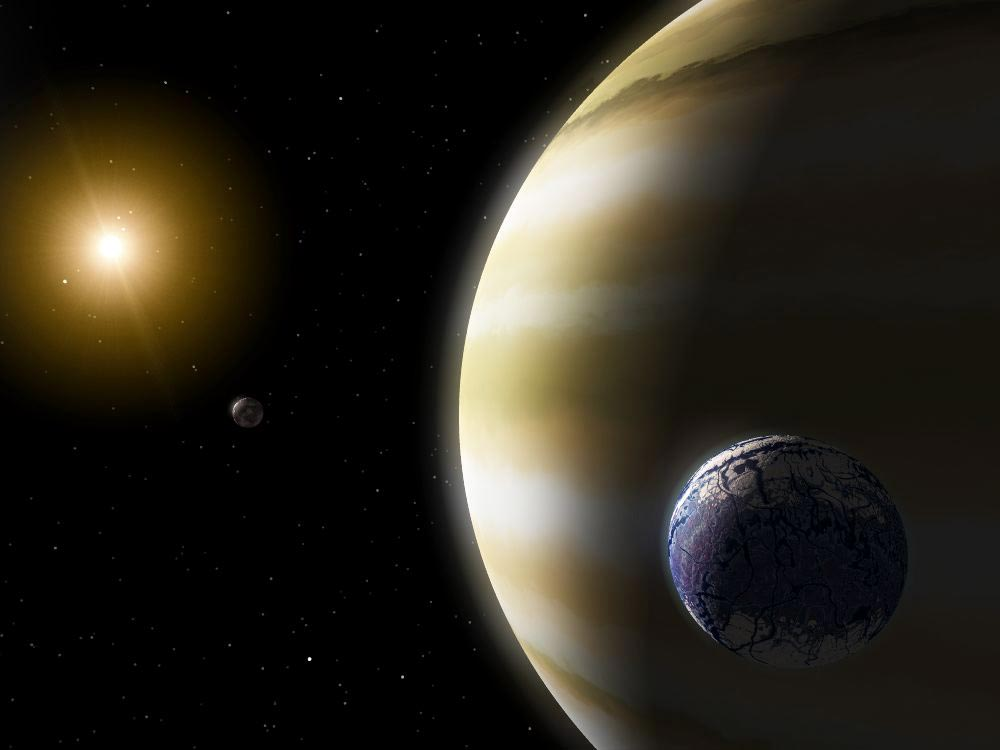
コールド・ジュピターと衛星のイメージ画像

コールド・ジュピター（英: Cold Jupiter）は、木星質量とほぼ同じ、または超えた巨大ガス惑星の分類である。
親星からフロストライン以遠に存在する、太陽系の木星と土星はこのタイプの惑星の典型的な例である。太陽系外では、HR 8799系、おとめ座NY星系などが代表例である。